# イリケリ・ウルイナイライ・マタイトンガ
もしかして
- イシケリ・マタイトガ

ではありませんか？